# Lutowanie bezołowiowe

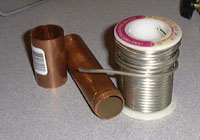
Szpulka tinolu bezołowiowego, który może służyć m.in. do lutowania rurek miedzianych

Lutowanie bezołowiowe – lutowanie przy użyciu stopu niezawierającego ołowiu.
W elektronice najczęściej jako stop lutowniczy używany był stop cynowo-ołowiowy o składzie zbliżonym do eutektycznego o temperaturze topnienia ok. 185 °C. Od 1 lipca 2006 w Unii Europejskiej obowiązuje ograniczenie używania substancji niebezpiecznych w sprzęcie elektronicznym (dyrektywa RoHS), w tym ołowiu w stopach lutowniczych.
Wprowadzenie technologii wymagało zmian parametrów pracy urządzeń lub wymiany ich na nowe dostosowane do nowej technologii. W technologii bezołowiowej występują trudności:
- zwiększona temperatura rozpływu lutowia,
- kulkowanie się lutowia bezołowiowego w piecach do lutowania rozpływowego oraz przy lutowaniu ręcznym ze względu na duże napięcie powierzchniowe.
- wąsy cynowe (ang. tin whiskers), igłowate kryształy rosnące w wannach lutowniczych, powodujące zwarcia w lutowanych elementach i uszkodzenia urządzeń lutujących.
- ryzyko wystąpienia zarazy cynowej w niskich temperaturach[1][2]

Podczas lutowania bezołowiowego na powierzchni oporników i kondensatorów powstawać mogą kulki kapilarne, przy czym, w zależności od przyczyny ich powstawania, mają one różne rozmiary. Przyczynami takimi są: gorące ześlizgnięcie się (hot slump), niedostateczna rozpływalość (smarowność), zwilżalność czy fluidyzacja topnika podczas topienia lutu.
Punkt rozpływu stopu używanego przy lutowaniu bezołowiowym wynosi 215–220 °C. Lut bezołowiowy jest matowy o nieco ziarnistej powierzchni, dlatego też wykrywanie niewłaściwych połączeń, np. tzw. zimnego lutu, jest utrudnione.
Skład najczęściej używanych stopów do lutowania bezołowiowego:
- SnAg3,5 (221 °C) – do zastosowań elektronicznych
- SnAg2,0 (221–226 °C)
- SnCu0,7 (227 °C) – do zastosowań elektronicznych
- SnAg3,5Bi3,0 (206–213 °C)
- SnBi7,5Ag2,0 (207–212 °C)
- SnAg3,8Cu0,7 (217 °C)
- SnAg2,6Cu0,8Sb0,5 (216–222 °C)

Dopuszcza się domieszkę poniżej 0,1% ołowiu.